# Costa Blanca

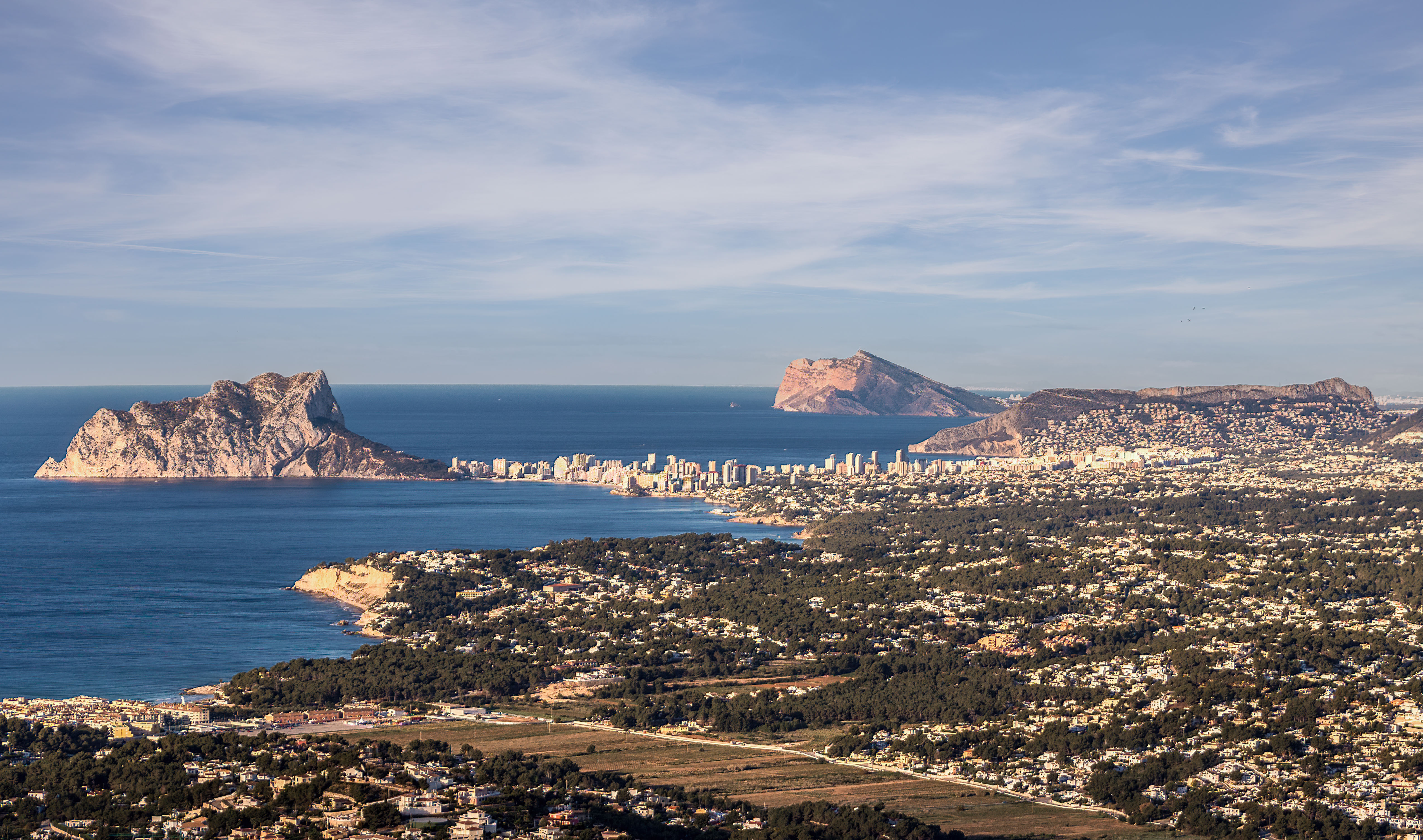
Vista parcial de la Costa Blanca.

La Costa Blanca es el nombre turístico dado a la costa del Mediterráneo que baña la provincia de Alicante, en el sureste de España. Comprende desde el municipio de Denia en el norte, hasta el de Pilar de la Horadada, al sur. Está constituida por 244 km de playas, calas y acantilados. Limita al norte con la Costa de Valencia y al sur con la Costa Cálida (Región de Murcia). 

## Localidades
Las localidades situadas en la Costa Blanca son: Denia, Jávea, Benitachell, Teulada-Moraira, Benisa, Calpe, Altea, Alfaz del Pi, Benidorm, Finestrat, Villajoyosa, Campello, Alicante, Elche, Santa Pola, Guardamar del Segura, Torrevieja, Orihuela Costa  y Pilar de la Horadada.

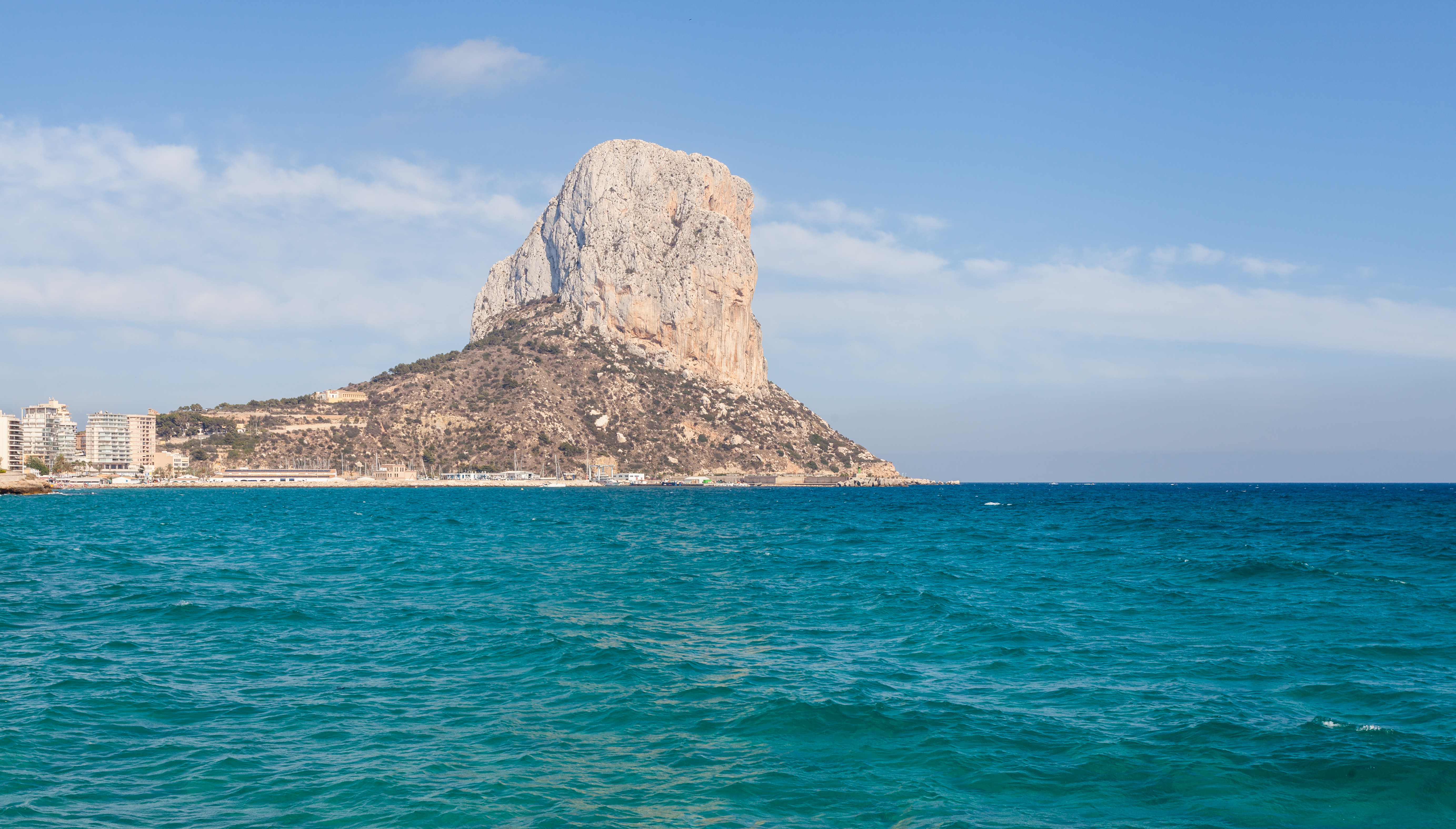
Vista del Peñón de Ifach (Calpe), uno de los símbolos de la Costa Blanca

Sus capitales por excelencia son las ciudades de Benidorm y Torrevieja, ya que estos municipios son el gran foco turístico de la costa blanca y de todo el litoral levantino.

## Transportes
El transporte de la Costa Blanca está articulado por dos vías. La primera, la autopista AP-7, es una vía rápida de peaje de alto uso que enlaza Valencia y Alicante con las poblaciones de La Marina Baja, en especial Benidorm. Esta autopista recibe el código europeo de E-15 y comunica la costa con Francia y el Reino Unido. Junto a esto, la carretera nacional N-332 hace un recorrido paralelo al de la AP-7. A partir de Alicante, la AP-7 se convierte en la autovía A-7 y se dirige a Elche, Murcia y Andalucía. La N-332 mientras tanto, continúa por la costa hasta Pilar de la Horadada.
La segunda vía de transporte es el Trenet de la Marina, una línea de ferrocarril histórica que recorre la costa de Alicante en Denia y en la actualidad se explota como tranvía de largo recorrido. Las otras líneas de tren recorren el interior, por el valle del Vinalopó y la Hoya de Elche.
Hay que mencionar también el Aeropuerto de El Altet, que es la entrada principal para los millones de turistas que visitan de fuera de España.

## Ecosistema

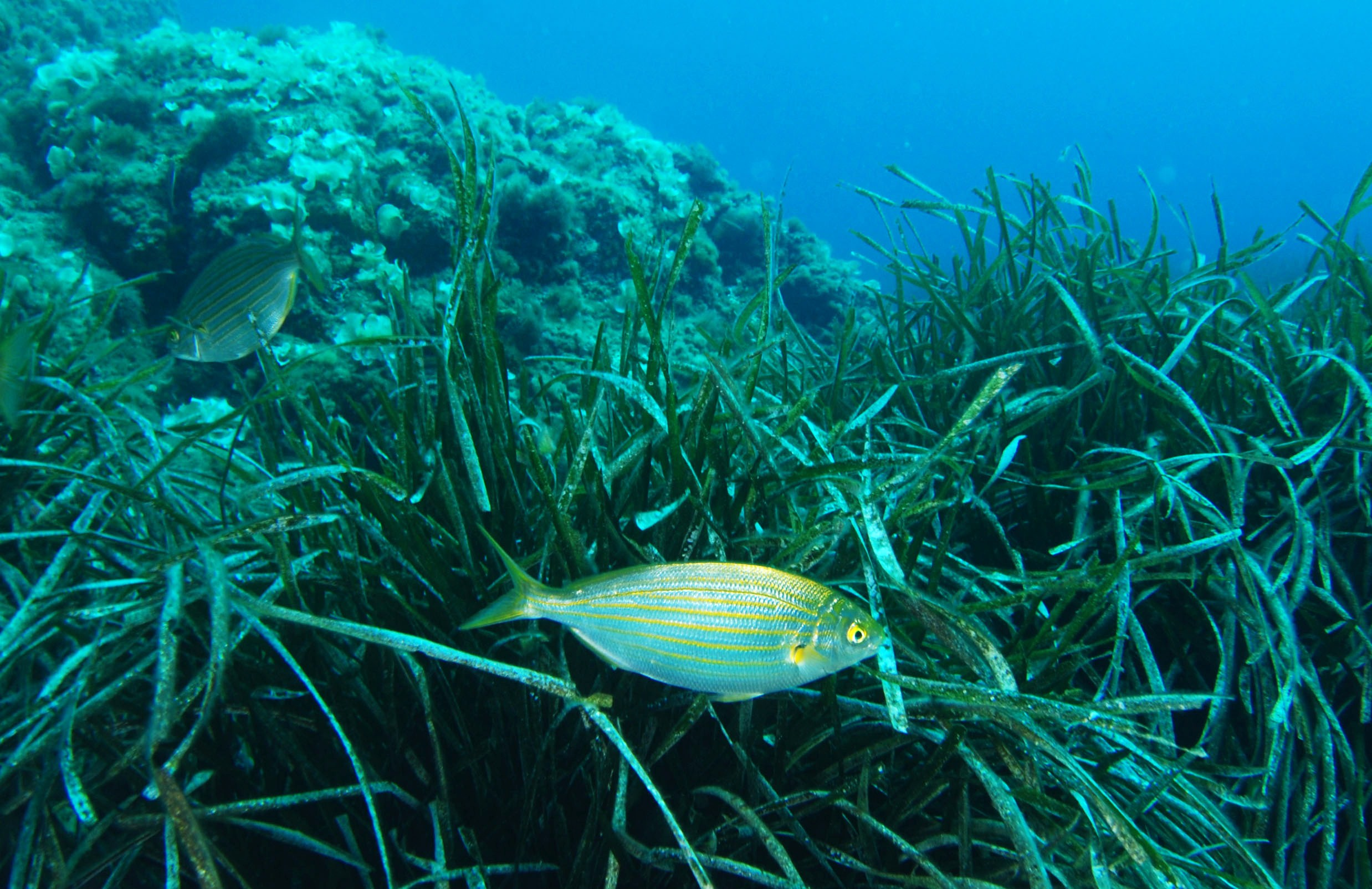
Praderas submarinas de Posidonia en la Costa Blanca

La Costa Blanca cuenta con un contraste de paisajes como los abruptos acantilados de la Marina Alta, las playas de la Vega Baja del Segura, las sierras (Montgó, Sierra Helada, etc.), las lagunas y las salinas. La variedad ecológica hace que encontremos hasta cuatro parques naturales:
El Montgó, El Marjal Oliva-Pego, el Peñón de Ifach y las Lagunas de la Mata y Torrevieja.
No faltan enclaves ecológicos y gran presencia de aves migratorias y especies mediterráneas típicas.
La encina, el pino carrasco y el palmito son los árboles que predominan en los montes costeros alicantinos. En los terrenos llanos crece la palmera datilera, muy importante en algunos municipios como Orihuela y Elche. La vegetación natural convive con especies para el aprovechamiento agrícola tales como olivos, algarrobos, granados, limoneros, nísperos y almendros. 
En el mar es destacable la riqueza animal y vegetal de las praderas de posidonia, muy bien conservadas frente a la costa de Cabo Roig y la isla de Tabarca, donde existe una reserva marina.

## Turismo e inmigración

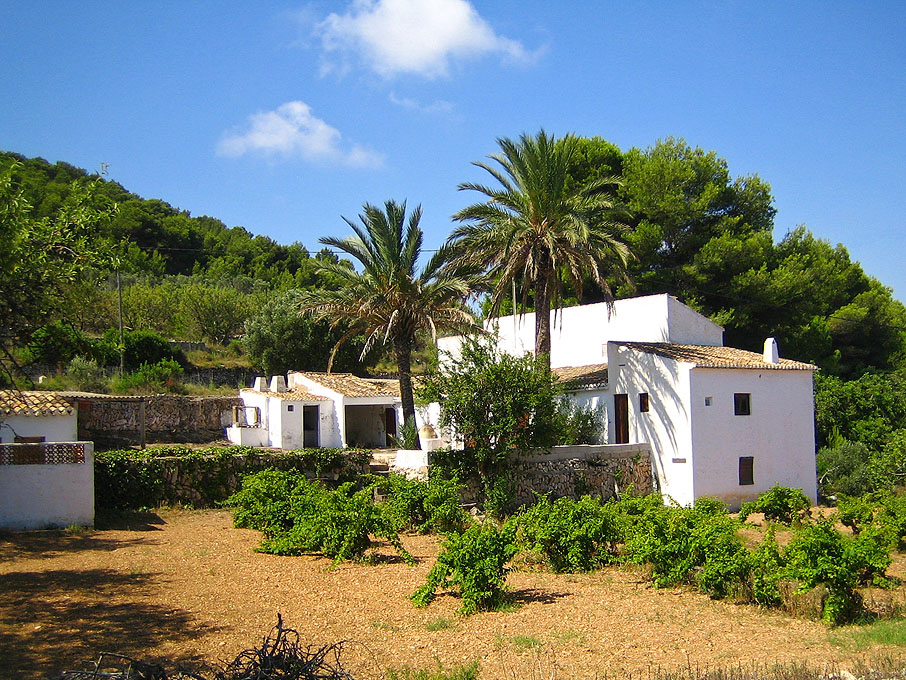
Masía típica en Jávea

La Costa Blanca es una de las más visitadas por gente de fuera de España. Los estados de origen son: Reino Unido (4 500 000), Alemania (700 000), Países Bajos (370 000), y Noruega (270 000). También veranean una gran cantidad de franceses. Cada año, el Aeropuerto de Alicante factura unos 9 millones (9 106 445 en 2007) de llegadas.
La calidad de vida, estabilidad política y el buen clima no solo atrae turistas en verano. Se ha desarrollado, junto a otras costas como la Costa del Sol un "turismo residencial", es decir, inmigración inter-europea. Hay colonias importantes de ingleses, alemanes y otros pueblos del norte de Europa en toda la costa, llegando a igualar o superar a la población autóctona en algunos municipios. De manera más moderada, gente de Madrid y otros puntos del centro de la península poseen viviendas de segunda residencia. Este tipo de inmigración y crecimiento demográfico ha aportado mejoras en la economía costera pero también problemas derivados del aumento en la densidad urbanística en el litoral. También es destacable el número de inmigrantes procedentes de Marruecos, Rumanía y Latinoamérica, generalmente en una situación algo más precaria. 
La población británica es la colonia extranjera más grande de la Costa Blanca. Se conocen como ex-pats (o ex-patriates) que quiere decir fuera del país, y han establecido una red de herramientas culturales propias incluyendo emisoras de radio, periódicos y asociaciones propias (lista completa). Existen incluso cargos electos extranjeros en unos cuantos municipios.

## Cultura
La descripción musical de este litoral se encuentra en el conocido pasodoble 'Costa Blanca' del Maestro Manuel Lillo Torregrosa.
La Costa Blanca y su propio nombre han ido tradicionalmente relacionados con un producto turístico muy concreto: el denominado turismo de sol y playa, es decir, el vacacional vinculado a la climatología (Más de 300 días de plena luz y una temperatura media de 20 °C). En la actualidad, la evolución del destino turístico y sus recursos están configurando una oferta cada vez más completa en la provincia de Alicante, cuyas propuestas pueden consumirse también en su interior (Alicante es una de las provincias más montañosas de España) y más allá de la temporada estival, alineándose con las cada vez más sofisticadas preferencias del turista.
La Costa Blanca ostenta 78 playas y calas, 54 de las cuales son galardonadas con el distintivo de calidad Bandera Azul.

## Fiestas

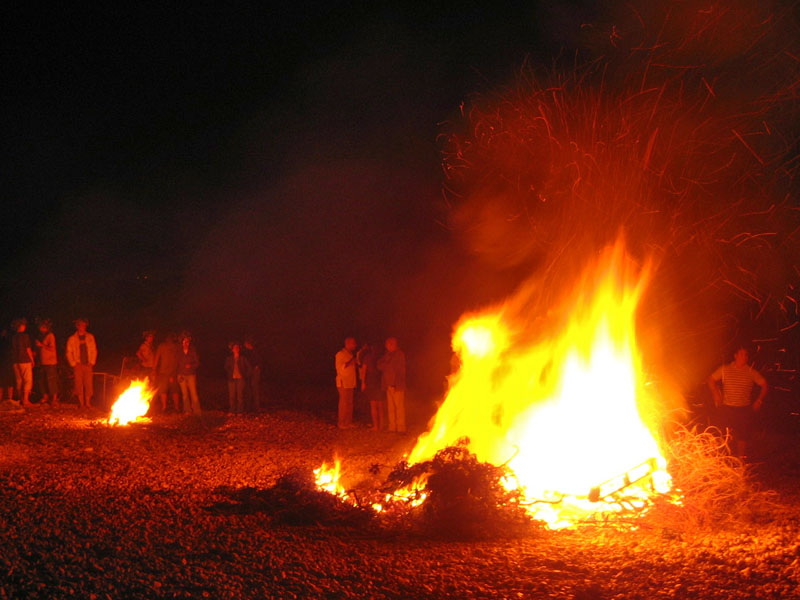
Hogueras en la playa la Noche de San Juan en la Marina Alta

Como en el resto de la Comunidad Valenciana, la Costa Blanca ostenta muchas fiestas, especialmente durante los meses de verano. Algunas de estas son de gran renombre y se destaca sobre todo el Misterio de Elche, que es galardonado como Patrimonio de la Humanidad. Hay que mencionar también las fiestas de Moros y Cristianos de Villajoyosa y Vergel, el primero del que es único en que la llegada de los "moros" se hace desde el mar, nadando desde las barcas hasta la costa. Otras fiestas como las Hogueras de Alicante, los Bous al Carrer de la Marina y los Bous a la Mar de Denia son ejemplos típicos de las fiestas valencianas. Las Fallas, aunque más conocidas en la Provincia de Valencia, también se celebran en Benidorm y Denia.
Es el 23 de junio, la Noche de San Juan, como en todo el mediterráneo, la Costa Blanca se enciende en una línea de hogueras continuas de más de doscientos kilómetros.

## Economía

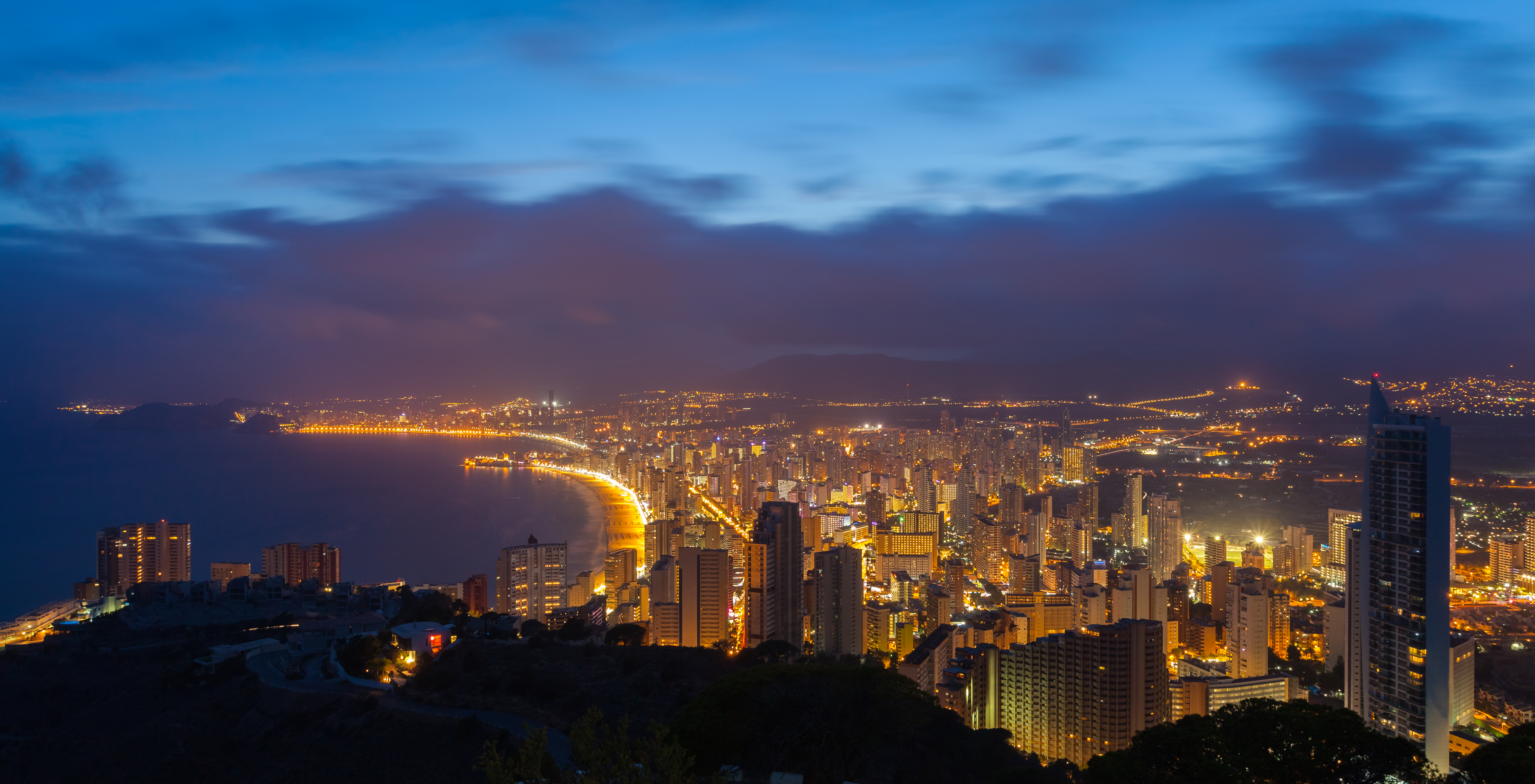
Vista nocturna de Benidorm

La mayor parte de los municipios de la costa viven del turismo y se dedican al sector servicios. Solo las ciudades más grandes despuntan una tendencia industrial, como es el caso de Alicante y Elche. Esta industria es portuaria en el primer caso y de los muebles en el segundo. El gran motor de la economía en los últimos años ha sido la construcción y servicios de manutención (electricistas, fontaneros, jardineros). Es así que podemos encontrar en municipios de solo cinco mil habitantes seis almacenes de materiales de construcción (como es el caso de Ondara).
Algunos pueblos han pasado a ser ciudades con la ayuda del crecimiento frenético que ha supuesto el turismo residencial y estacional, con Benidorm como el mejor ejemplo, que pasó de los 2726 habitantes en 1950 a los 67 627 en 2006.

## Galería

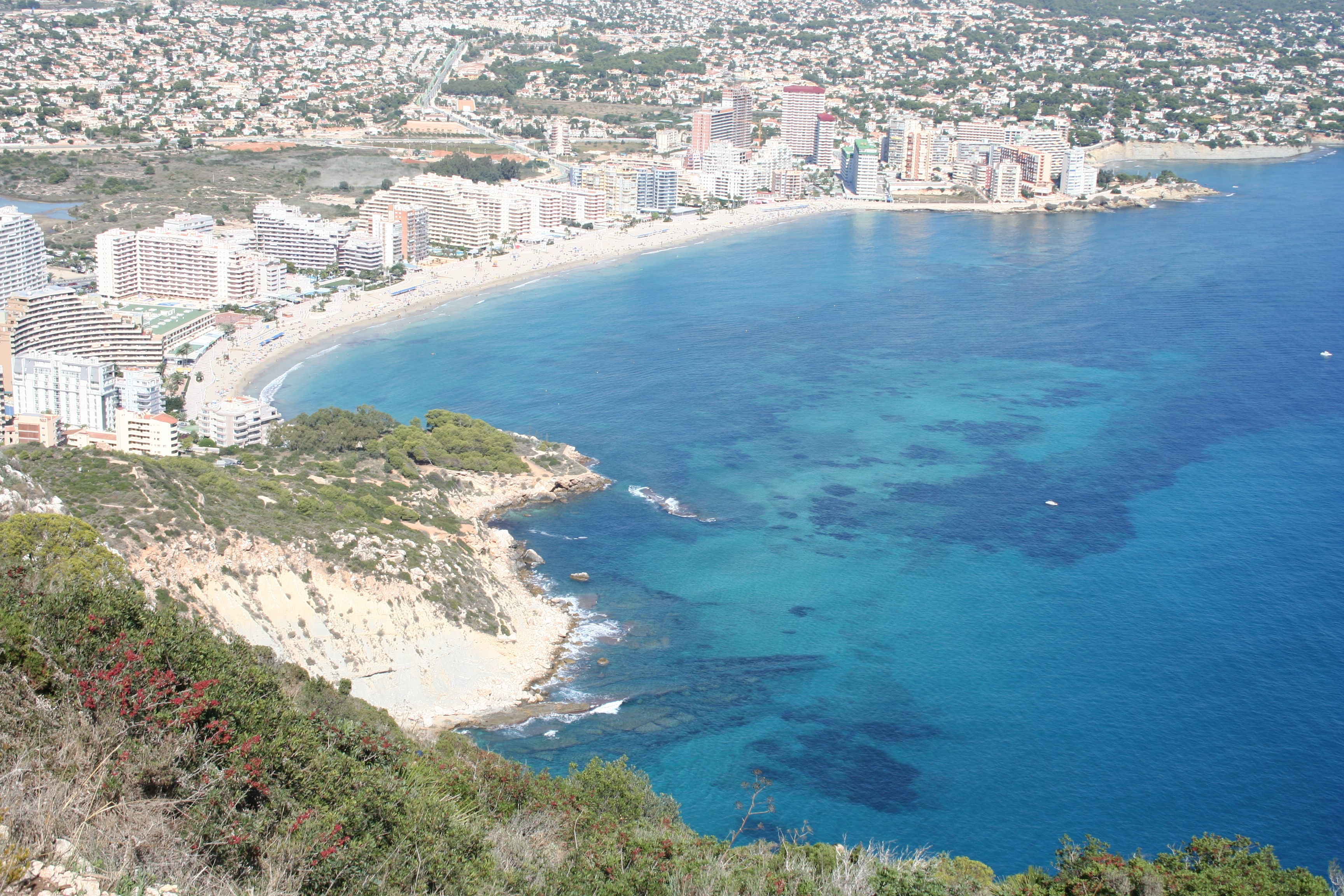
Playa de La Fosa Calpe
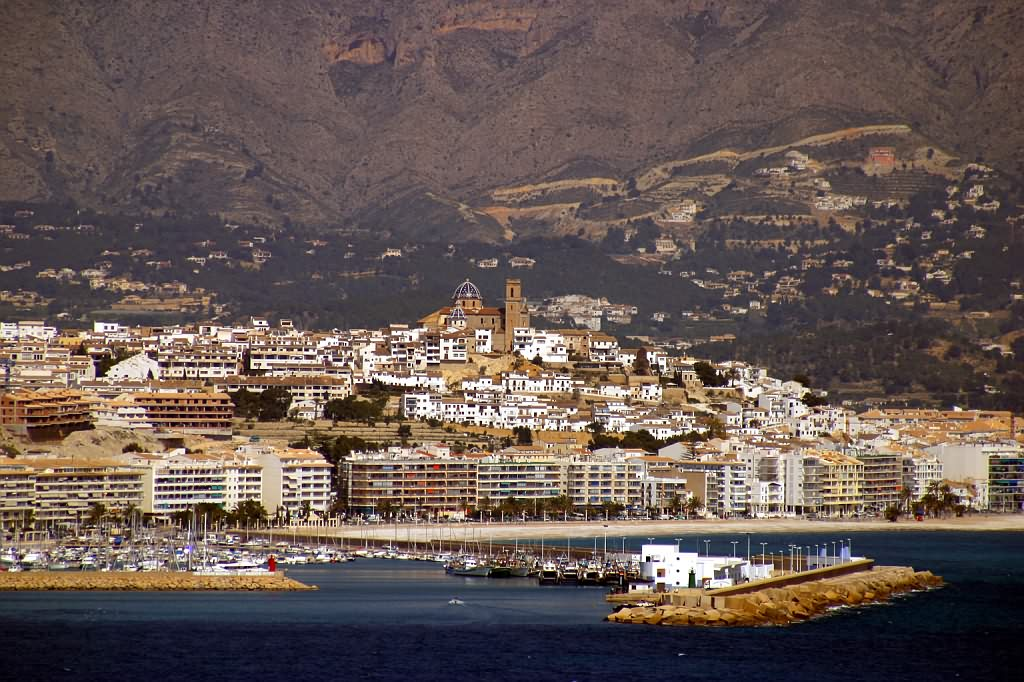
Puerto de Altea
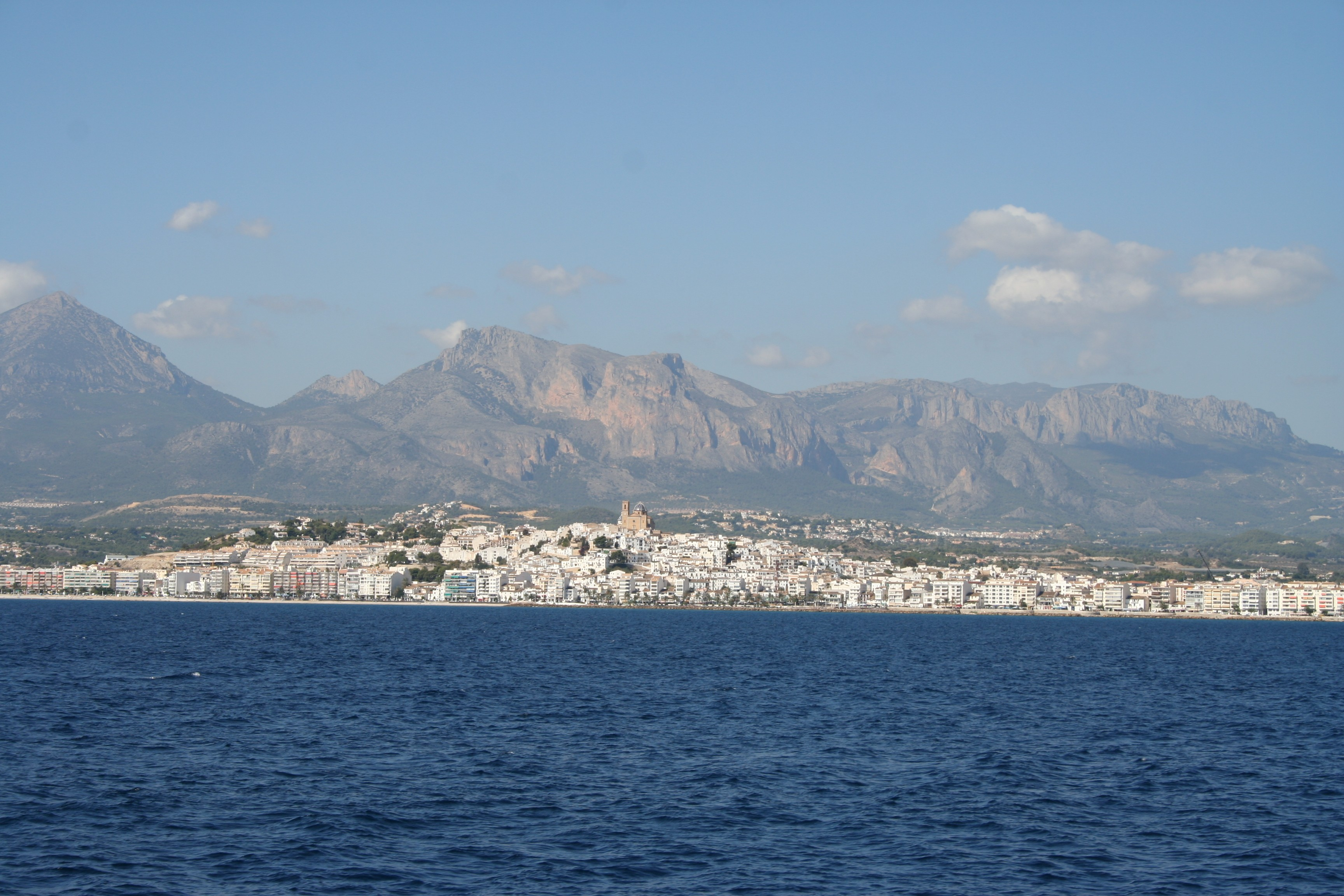
Costa de Altea
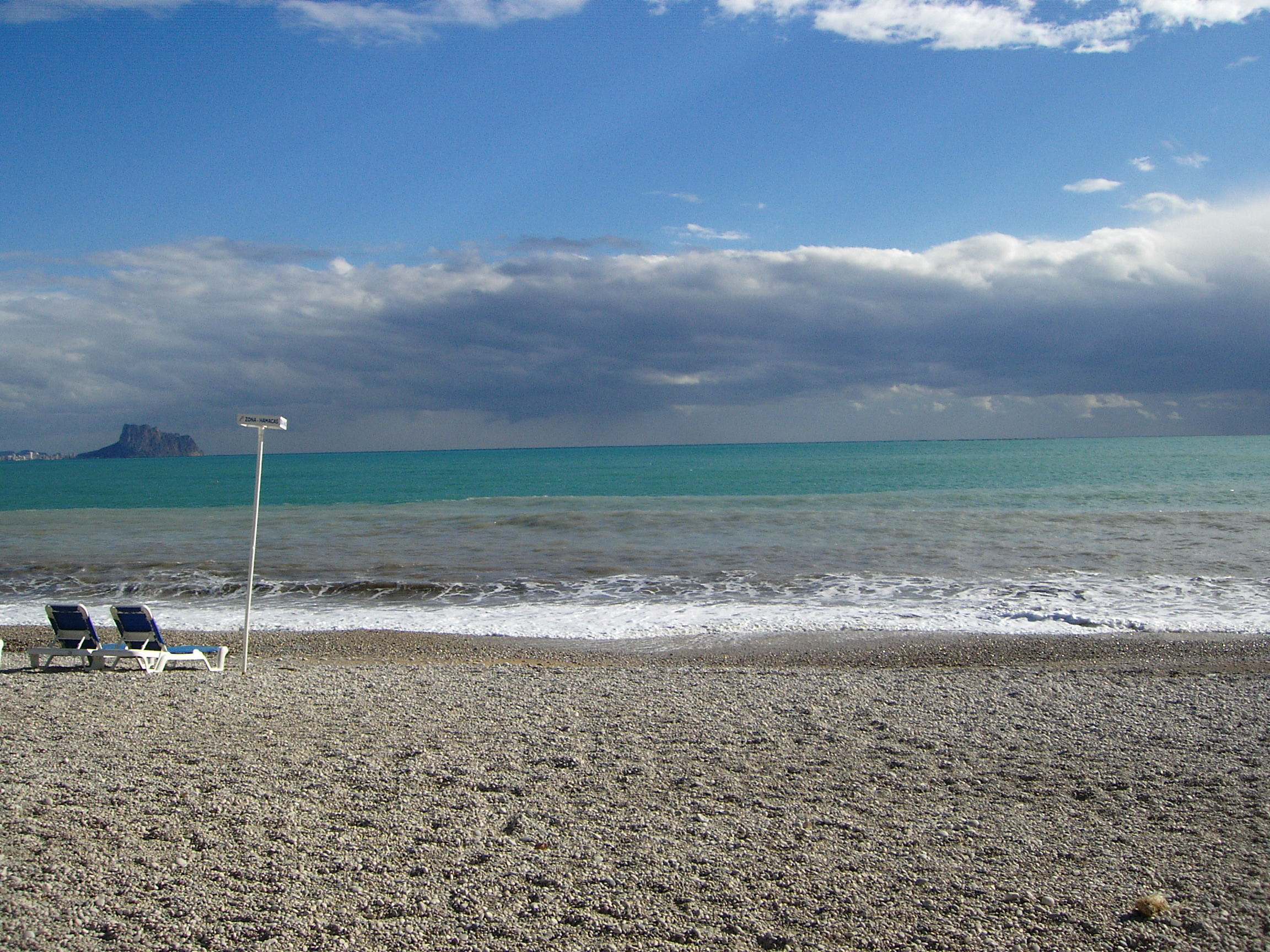
Playa de Albir Albir
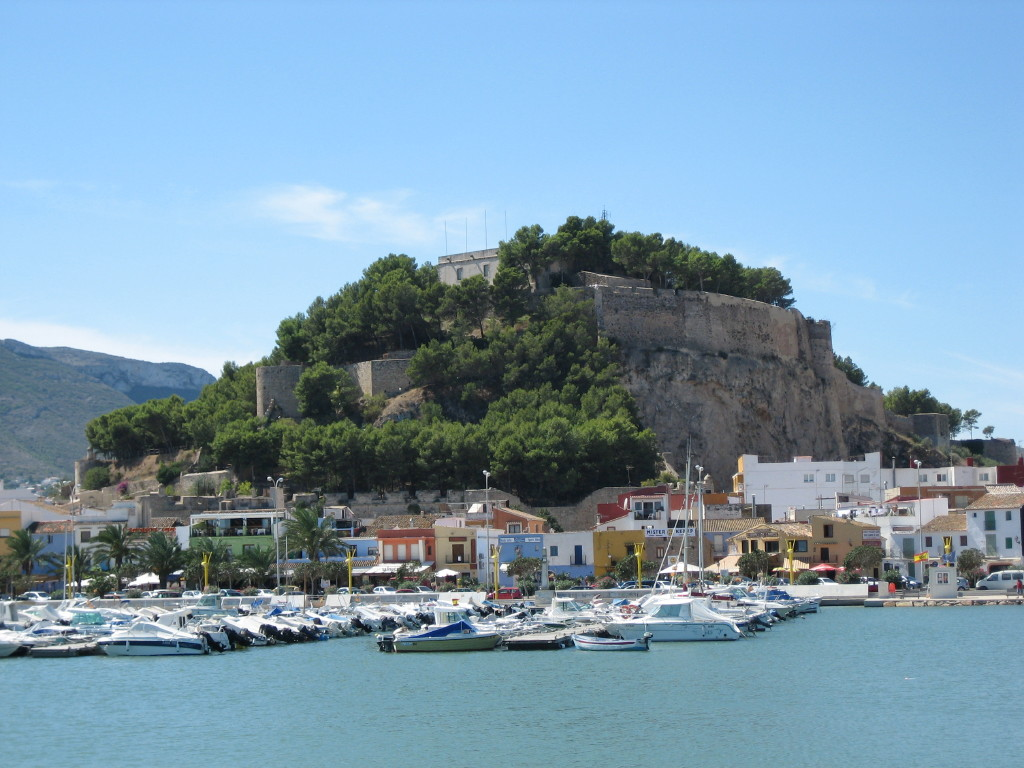
Castillo de Denia
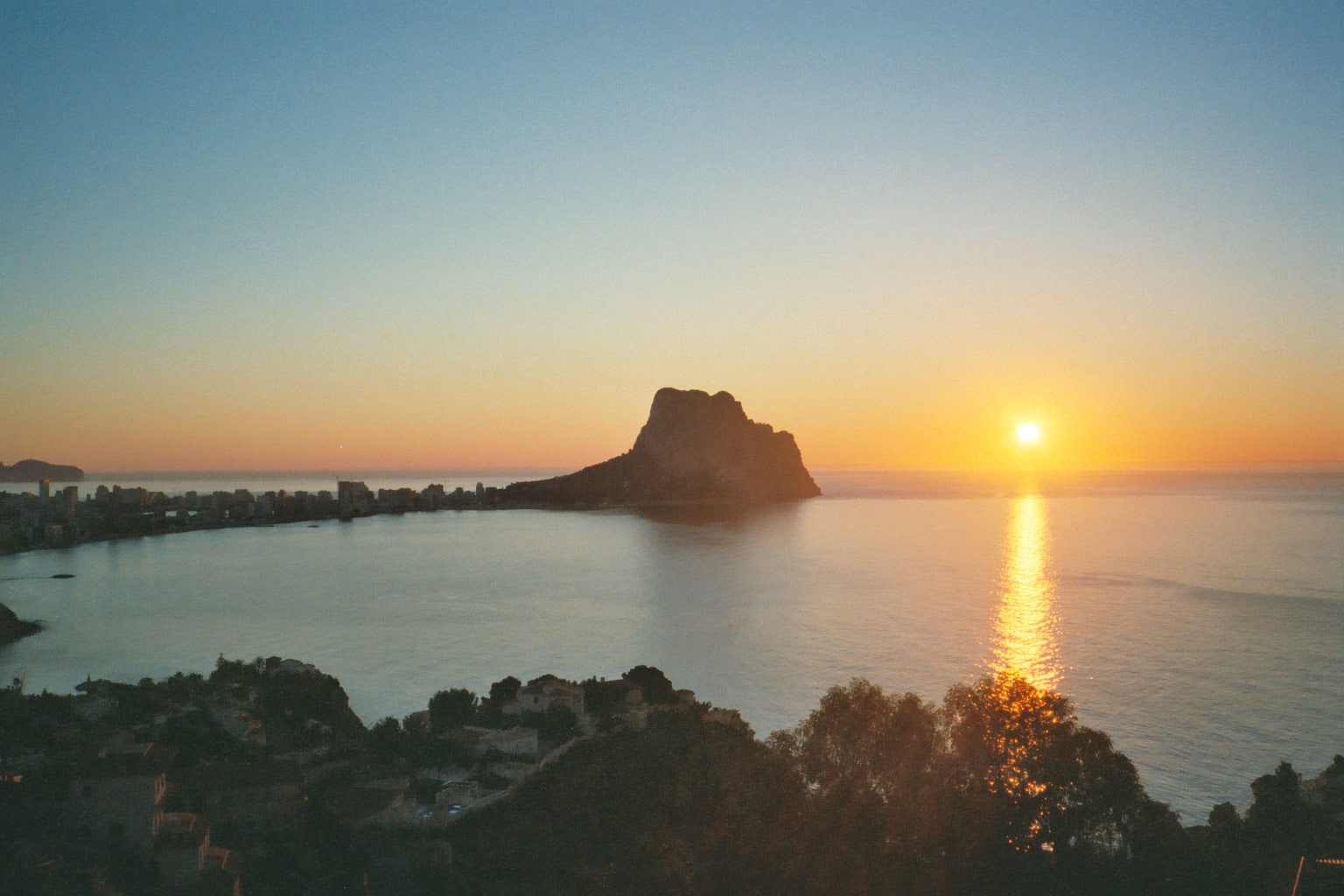
El Peñón de Ifach
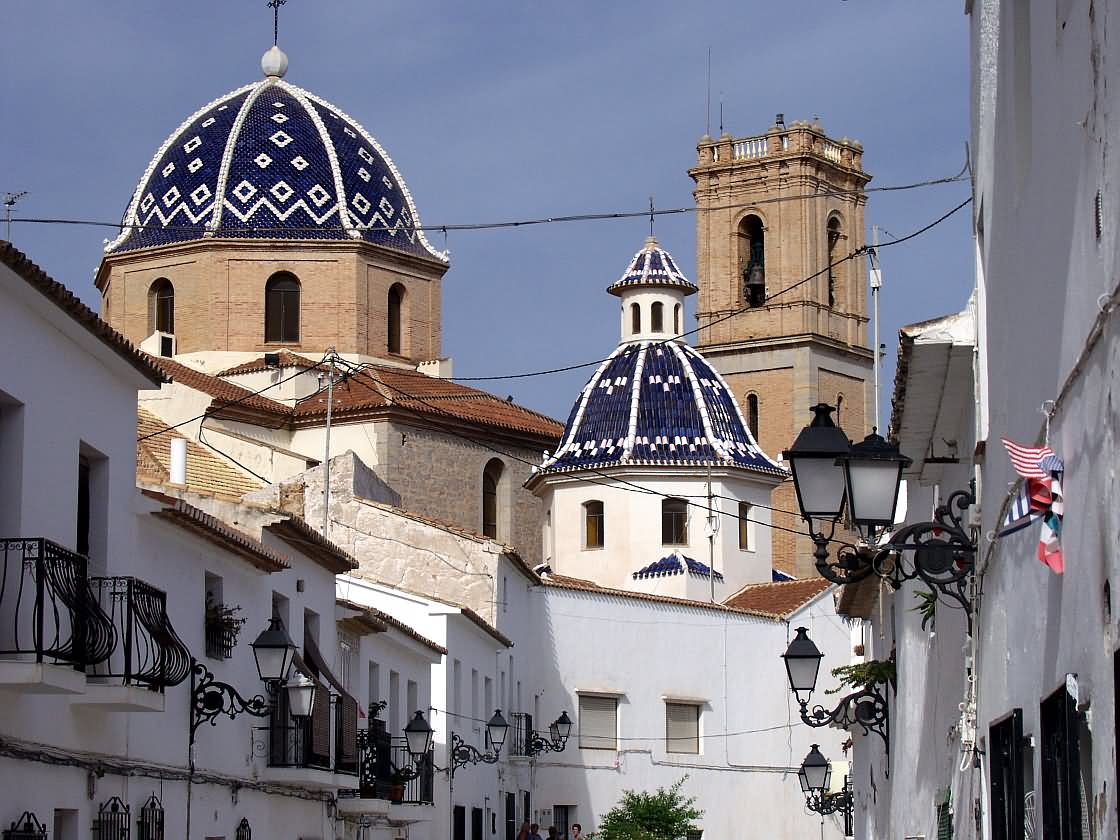
Altea
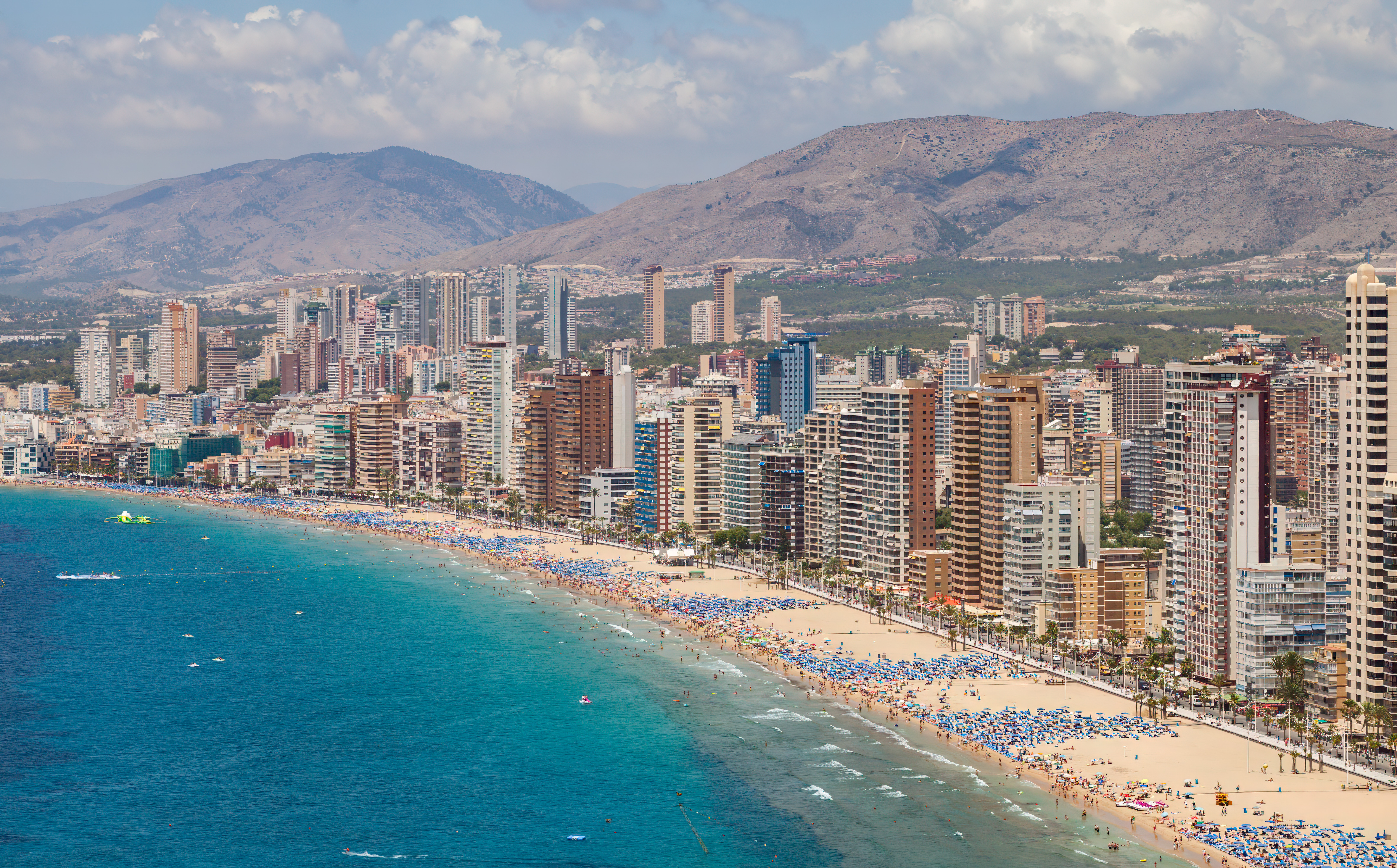
Benidorm
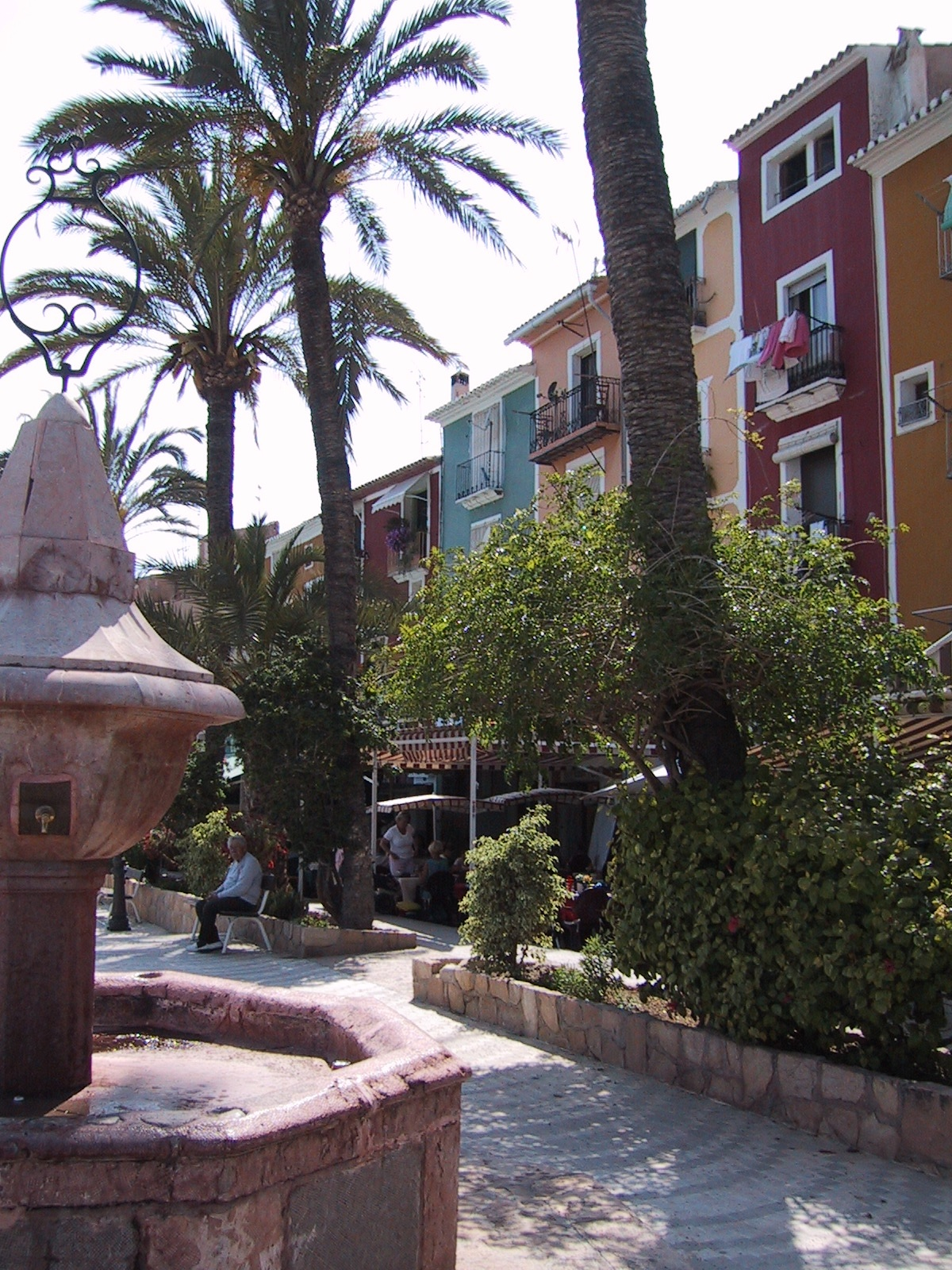
Villajoyosa
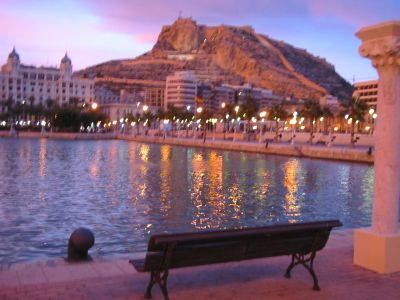
Puerto de Alicante
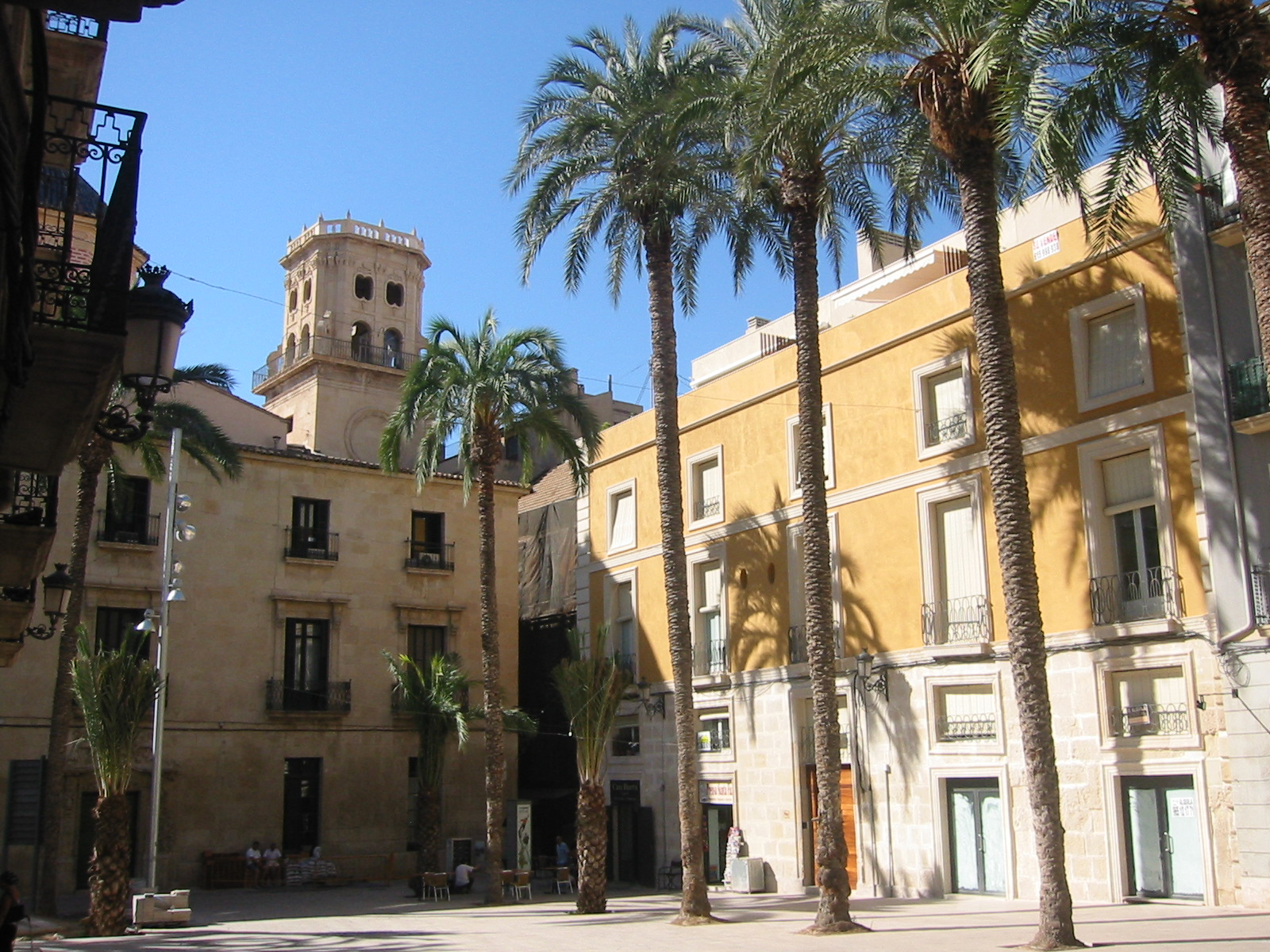
Calle de Alicante
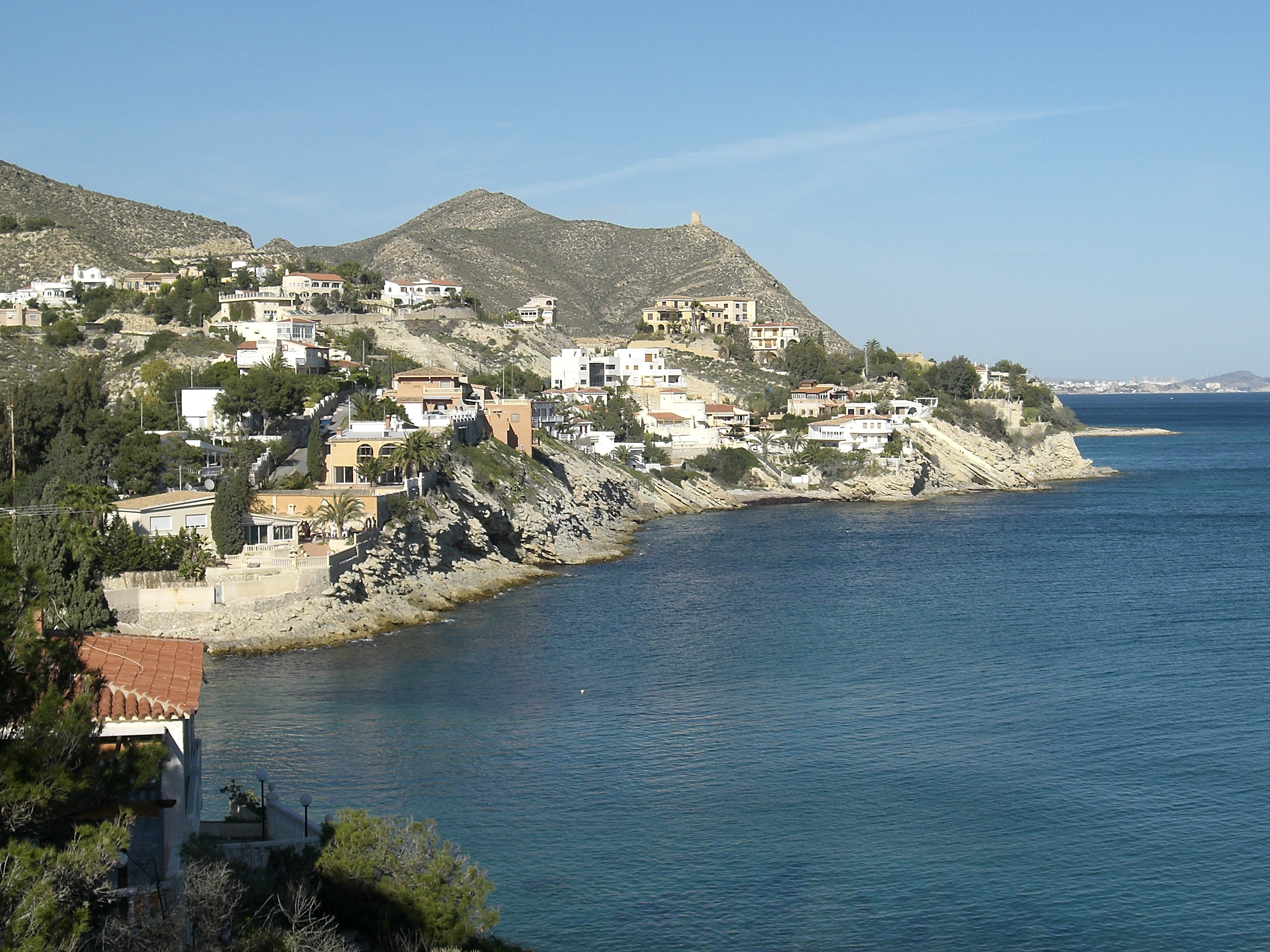
Coveta Fumá
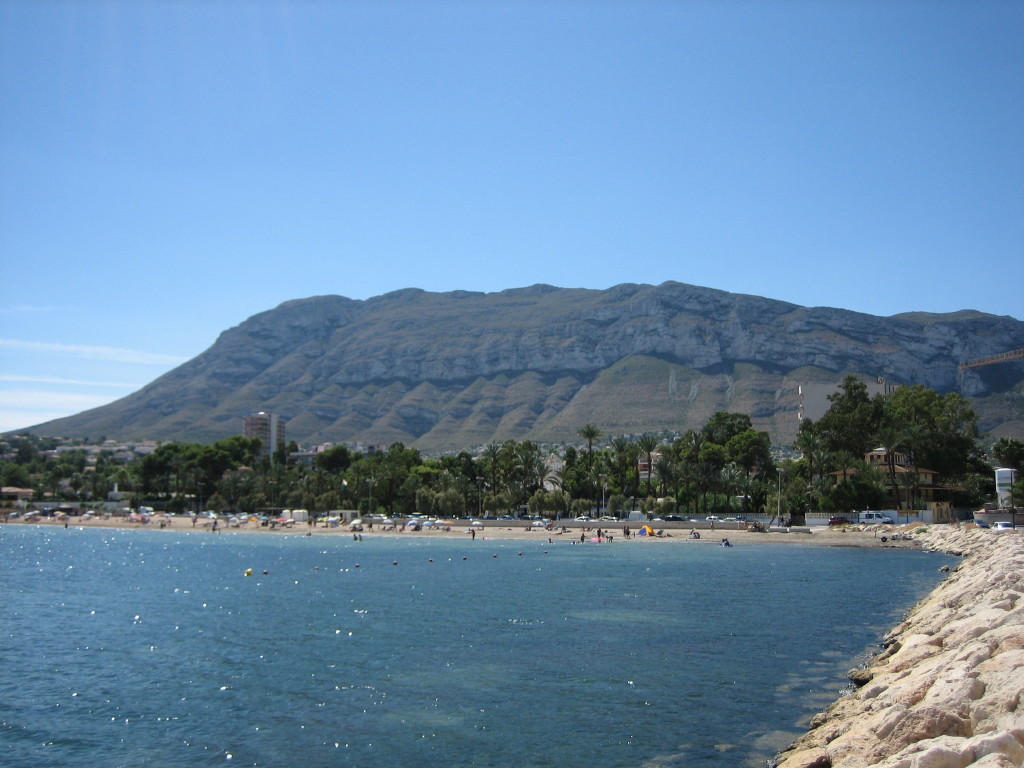
El Montgó
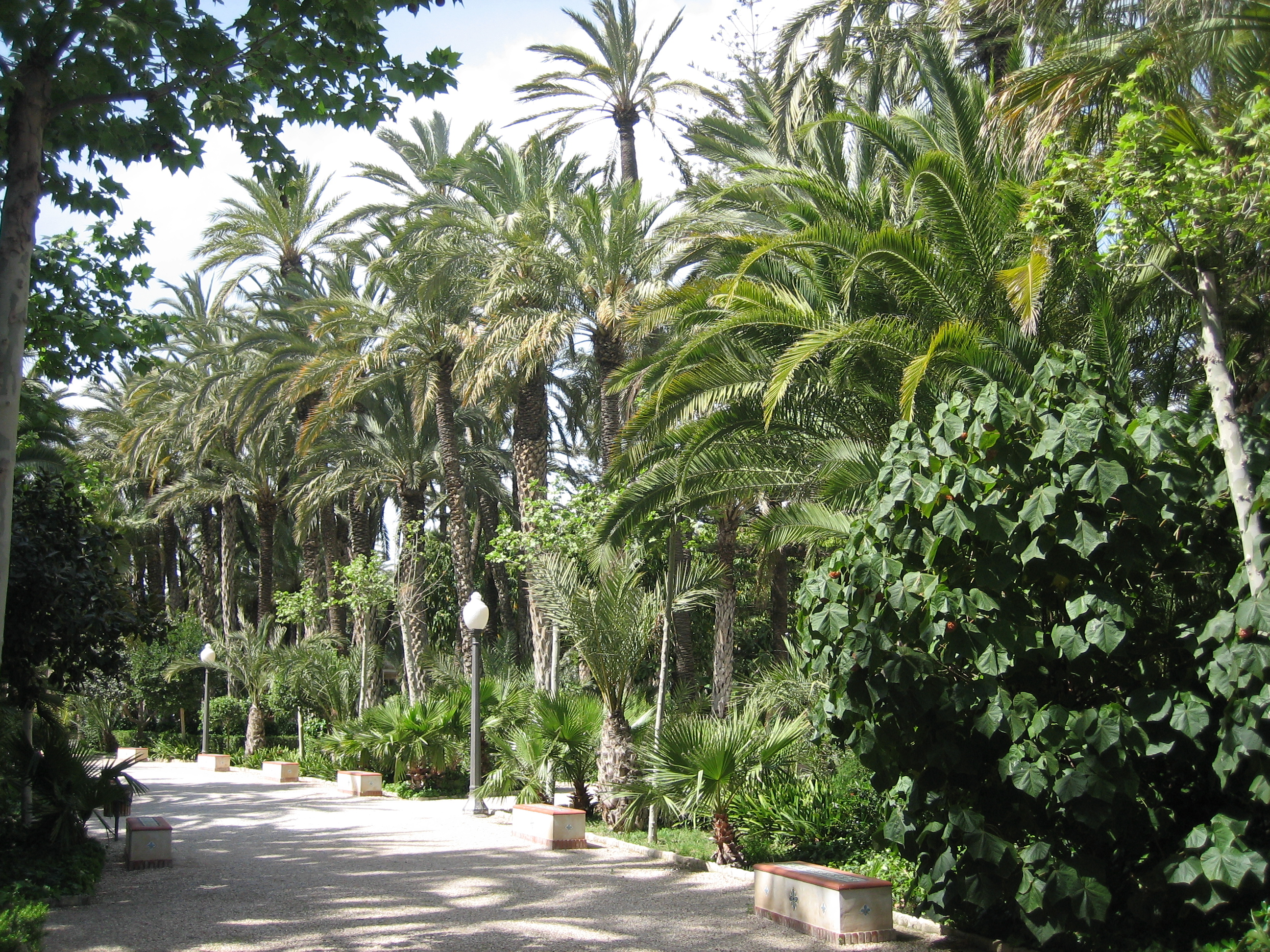
El Palmeral de Elche
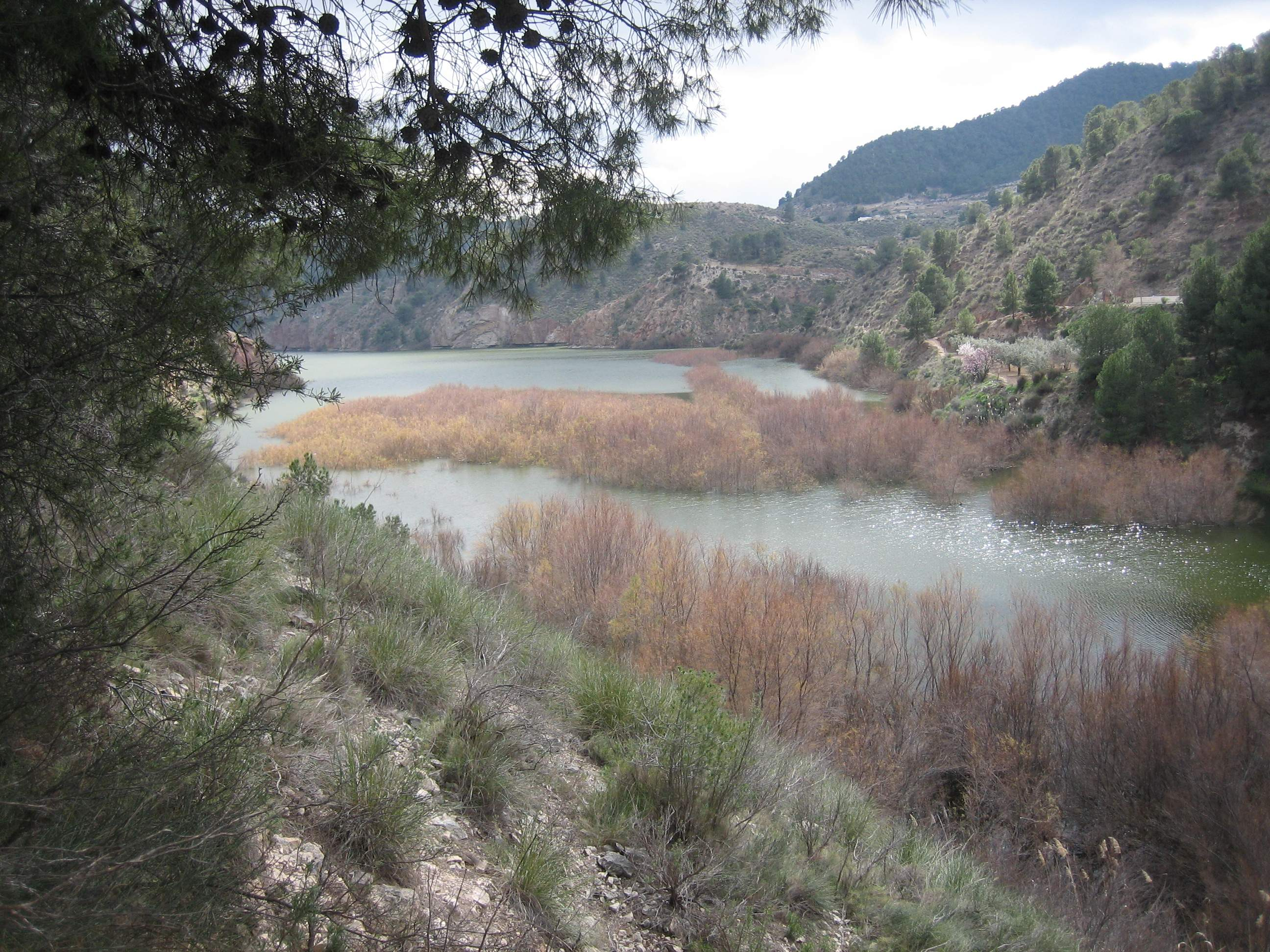
Pantano de Tibi
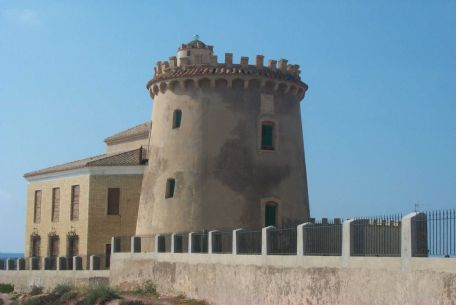
Pilar de la Horadada
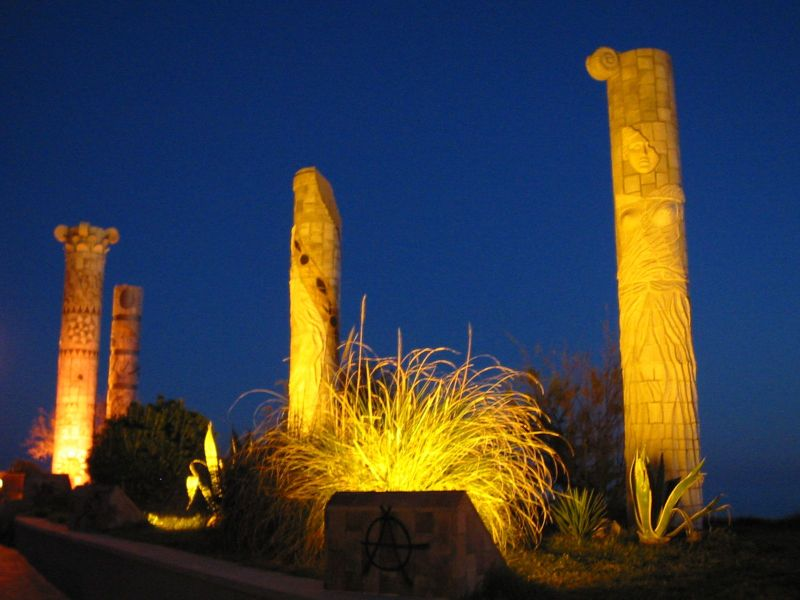
Torrevieja